# Milena Steinmasslová

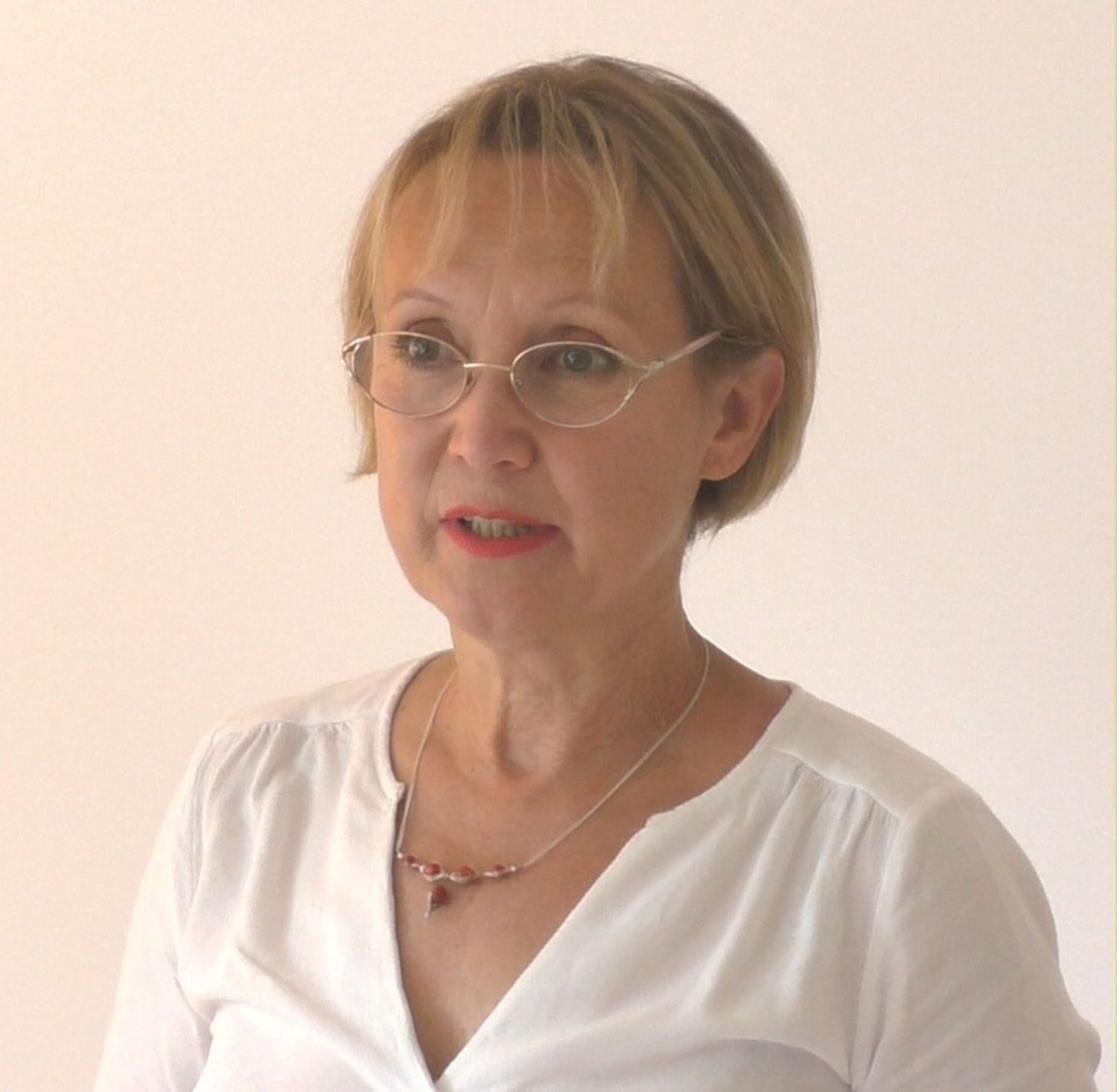
Milena Steinmasslová im Jahr 2017

Milena Steinmasslová (* 21. März 1955 in Prag, Tschechoslowakei) ist eine tschechische Schauspielerin.

## Leben
Milena Steinmasslová wurde 1955 in der tschechoslowakischen Hauptstadt Prag geboren und hatte bereits im Teenageralter ihrem ersten Auftritt in dem Film Ich springe über Pfützen. Sie studierte an der Theaterfakultät der Akademie der Musischen Künste in Prag, wo sie 1978 ihren Abschluss erlangte. Während des Studiums gastierte sie am Nationaltheater und am Drama-Club, nach dem Studium ging sie für ein Jahr in das Ensemble des Prager Theaters pod Palmovkou. In Filmproduktionen übernahm sie zunächst meist Nebenrollen, größere Rollen erhielt sie erst im Lauf ihrer Karriere, so in Víkend bez rodičů (1982), Der letzte Zug (1983) oder dem Historiendrama Im Wappen einer Löwin über Zdislava von Lemberk (1998), in dem sie die gleichnamige Hauptrolle spielte. 2024 wurde sie für ihre Rolle in dem Film Němá tajemství mit dem Český lev („Böhmischer Löwe“) als Beste Nebendarstellerin ausgezeichnet.
In ihrer Schauspielkarriere spielte Milena Steinmasslová viele Rollen in Fernsehfilmen und -serien, unter anderem in Der Mann im Rathaus, in Ranč U Zelené sedmy in der Rolle der Mama Kudrnová oder in Rodinná pouta als Frau Prchalová. In mehrern Fernsehmärchen wurde sie in der Hauptrolle besetzt, darunter Pohádka o ebenovém koni, Pavouk se smaragdovýma očima, O Radkovi a Mileně oder O Víle Arnoštce. Auch moderierte sie in den 1980er Jahren verschiedene Kindersendungen. Ihr Schaffen umfasst an die 100 Produktionen für Film und Fernsehen.
In Prag spielte Milena Steinmasslová an unterschiedlichen Theatern, unter anderem im Divadlo Na zábradlí, im Divadla Na Fidlovačce und im Divadlo v Celetné. Sie ist auch Schauspiellehrerin an der Hochschule Michle und arbeitet auch als Synchronsprecherin.
Milena Steinmasslová war mit Roman Pavlíček verheiratet, von dem sie sich scheiden ließ. Das Paar hat zwei Kinder.

## Filmografie
- 1971: Ich springe über Pfützen
- 1976: Die kleine Meerjungfrau
- 1976: in Der Mann im Rathaus
- 1979 Theodor Chindler
- 1982: Víkend bez rodičů
- 1983: Der letzte Zug
- 1998 Im Wappen einer Löwin (V erbu lvice) Historiendrama über Zdislava von Lemberk
- 1998–2005: Ranč U Zelené sedmy
- 2003: Das siebte Foto
- 2004–2006: Rodinná pouta
- 2023: Němá tajemství
- 2026: Gerta Schnirch (Tschechisch-Deutsch TV Film)

## Auszeichnungen
- 2024: Český lev – Beste Hauptdarstellerin (in dem Film Němá tajemství)[3]